# Eyalato de Van
El eyalato de Van (en turco otomano: ایالت وان‎; Eyālet-i Vān) fue un eyalato del Imperio otomano. La capital era Van. Se formó en 1548 como uno de los beylerbeyliks del Imperio otomano. Su área reportada en el siglo XIX era de 9616 millas cuadradas (24 905,4 km²).

## Divisiones administrativas
La división administrativa del eyalato de Van entre 1680 y 1702 fue la siguiente:
1. Sanjacado de Van (Paşa Sancağı, Van)
2. Gobierno de Bitlis (Bitlis Hükûmeti, Bitlis)
3. Gobierno de Hizan (Hizan Hükûmeti, Hizan)
4. Gobierno de Hakkâri (Hakkâri Hükûmeti, Hakkâri)
5. Gobierno de Hoşab (o Mahmûdî, Hoşab Hükûmeti, Güzelsu)
6. Sanjacado de Karkar (Kârkâr Sancağı, Daldere)
7. Sanjacado de Zeriki (Zeriki Sancağı, Sarıca)
8. Sanjacado de Şırvî (Şırvî Sancağı)
9. Sanjacado de Müküs (Müküs Sancağı, Bahçesaray)
10. Sanjacado de Şıtak (Şıtak Sancağı, Çatak)
11. Sanjacado de Albak (Albak Sancağı, Başkale)
12. Sanjacado de Ispaghird (Espayrid Sancağı, Sürücüler)
13. Sanjacado de Erdjish o Arjis (Erciş Sancağı, Erciş)
14. Sanjacado de Keshan (Késan Sancağı, Ergeçidi)
15. Sanjacado de Adil Djevaz (Adilcevâz Sancağı, Adilcevaz)
16. Sanjacado de Aghakis (Ağakis Sancağı, Göllü)
17. Sanjacado de Bargeri (Bargiri Sancağı, Muradiye)
18. Sanjacado de Diyadin (Diyadin Sancağı, Diyadin)
19. Sanjacado de Somay (Somay Sancağı, Sero)
20. Sanjacado de Harun (Harûn Sancağı, Güzelkonak)